# Rhabdadenia biflora
La adormidera (en Ecuador), enredadera de manglar o clavel de sabana (en Cuba) (Rhabdadenia biflora), es una especie de planta fanerógama de la familia Apocynaceae.

## Taxonomía
La especie fue descrita inicialmente como Echites biflorus por Nikolaus Joseph von Jacquin y publicada en Enumeratio Systematica Plantarum, quas in insulis Caribaeis 13, en 1760, actualmente es tanto un sinónimo como el basónimo de esta; y ulteriormente, sería transferida al género Rhabdadenia por Johannes Müller Argoviensis en Flora Brasiliensis 6(1): 175, en 1860.

#### Etimología
Ver: Rhabdadenia
biflora: epíteto latino que significa "con dos flores".